# Mastomys shortridgei
Mastomys shortridgei är en däggdjursart som först beskrevs av St. Leger 1933.  Mastomys shortridgei ingår i släktet Mastomys och familjen råttdjur. IUCN kategoriserar arten globalt som livskraftig. Inga underarter finns listade i Catalogue of Life.
Arten lever i Angola, norra Namibia och norra Botswana. Den vistas i låglandet och i kulliga områden upp till 400 meter över havet. Habitatet utgörs av träskmarker och strandlinjer vid insjöar.